# Trionto
A Trionto egy folyó Olaszország Calabria régiójában. A Calabriai-Appenninekből ered, átszeli Cosenza megyét és a Jón-tengerbe ömlik. Mellékfolyói a Laurenzana és Ortiana.